# Harder to Breathe
Singles de Maroon 5
This Love
(2004)
Harder to Breathe est une chanson interprétée par le groupe rock américain Maroon 5. Écrite par le chanteur du groupe Adam Levine, le single est issu de leur premier album Songs About Jane, sorti en 2002. Harder to Breathe apparaît également sur l'EP live 1.22.03.Acoustic de 2004 en version acoustique et sur l'album live Live: Friday the 13th de 2005.
La chanson exprime la tension, elle a été écrite dans des circonstances éprouvantes. Elle raconte l'histoire d'une ancienne relation d'Adam Levine. Harder to Breathe a été généralement bien reçue par les critiques musicaux, qui en ont apprécié le son. Elle est sortie aux États-Unis en juillet 2002, en tant que premier single extrait de Songs About Jane. Le titre est entré dans les charts de plusieurs pays.

## Contexte et écriture
Dans une interview à MTV News datant d'août 2002, le chanteur de Maroon 5 Adam Levine, en répondant à une question à propos du développement d'Harder to Breathe, a admis que la chanson décrivait la frustration du groupe par rapport à leur label, AA&M Octone Records, pendant la création de leur premier album Songs About Jane. Le groupe pensait avoir assez de matière pour pouvoir sortir leur album, mais leur label voulait qu'ils continuent d'écrire. La chanson a été écrite dans la frustration et sous la pression. Il explique : « c'était la onzième heure, et le label voulait plus de chansons. C'était le dernier coup. J'étais simplement furieux. Je voulais faire un disque et le label nous mettait beaucoup de pression, mais je suis content qu'ils l'aient fait ».
Harder to Breathe raconte l'histoire d'une relation amoureuse qu'Adam Levine a eu avec une femme prénommée Jane, qui est selon lui la muse de leur premier album. MacKenzie Wilson de AllMusic décrit la chanson comme ayant un « tempérament expressif ». Meghan Bard du Daily Campus dépeint le single comme « un grand numéro up-tempo avec des riffs de guitare rocailleux et un chant puissant ». Pour elle, le thème de la chanson est « se remettre d'un chagrin d'amour ». Angus Batey du Times décrit que Harder to Breathe sonne « Zeppelinesque ».

## Sortie et réception
Le single Harder to Breathe est sorti aux États-Unis en juillet 2002 en tant que premier extrait du premier album de Maroon 5, Songs About Jane. Le titre s'est classé en 6e position du Airplay Monitor et a atteint la 18e place du Billboard Hot 100. La chanson est également apparue dans le Hot Modern Rock Tracks à la 31e position. Au Royaume-Uni, Harder to Breathe est arrivé 13e du UK Singles Chart. Le titre est resté sept semaines dans le classement. Le single est aussi entré dans les charts en Australie, aux Pays-Bas, en Nouvelle-Zélande et en Suède.
La chanson a généralement reçue des critiques positives des médias. Dans sa critique de l'album, Christian Hoard de Rolling Stone voit dans Harder to Breathe un « single fort ». C. Spencer Beggs écrit dans The Observer que « les deux singles [Harder to Breathe et This Love] sont les plus pop de l'album, montrant le son épuré, frais et entraînant caractéristique de Maroon 5 ». Sam Beresky du Daily Lobo, moins enthousiaste sur l'album, complimente Maroon 5 pour Harder to Breathe : « la chanson est agréable. Il y a des côtés doux, de rockers expressifs comme Train, John Mayer – peut être même un peu de Stevie Wonder ou Jamiroquai. Le titre a un bon rock qui rencontre un son R&B et est assez prévisible pour être joué en radio ».
En octobre 2003, Levine dit à USA Today, à propos du succès de la chanson : « je n'aimais ni ne détestais la chanson, je m'en fichais qu'elle soit sur l'album. Nous avions beaucoup de chansons pop sur notre disque, et l'idée était de commencer avec quelque chose de différent. Pourquoi sortir de l'ombre avec une autre chanson pop d'un autre groupe pop ? ». L'année suivante, Maroon 5 a sorti un EP intitulé 1.22.03.Acoustic dans lequel apparaît une version acoustique de Harder to Breathe,. En 2005, est paru l'album live Live: Friday the 13th, présentant une performance live de la chanson.

## Clip vidéo
Le clip de Harder to Breathe a été réalisé par Marc Webb, qui travaillera à nouveau avec le groupe dans le clip vidéo de Goodnight Goodnight en 2008. La vidéo est sortie la semaine du 19 août 2002.
Le clip est centré sur Maroon 5 jouant dans une usine ou maison faiblement éclairée. Tout au long de la vidéo, des objets comme des fléchettes sur une cible, des bougies, des photographies, des et même les membres du groupe avec leurs instruments apparaissent en fondu enchaîné. Vers la fin du vidéo-clip, on voit Adam Levine marcher dans un couloir étroit, trainant une guitare, avec des photographies des deux côtés du mur qui elles aussi apparaissent en fondu. Quand il atteint la fin du couloir, il se retrouve face à face avec un mur, avec un petit lumière qui en sort. C'est alors qu'il jette sa guitare en arrière et frappe le mur. La caméra revient rapidement à la scène du groupe jouant alors que la lumière est tremblante.

## Pistes
| 1. | Harder to Breathe              | 2:56 |
| 2. | Harder to Breathe (Clip vidéo) | 2:54 |
| 3. | Rag Doll                       | 5:33 |
| 4. | Secret                         | 4:55 |

## Classements
| Classement (2003-04)           | Meilleure position |
| ------------------------------ | ------------------ |
| Australie (ARIA)               | 37                 |
| Allemagne (Media Control AG)   | 79                 |
| Irlande (IRMA)                 | 34                 |
| Italie (FIMI)                  | 28                 |
| Pays-Bas (Single Top 100)      | 86                 |
| Nouvelle-Zélande (RMNZ)        | 33                 |
| Suède (Sverigetopplistan)      | 54                 |
| Royaume-Uni (UK Singles Chart) | 13                 |
| États-Unis (Hot 100)           | 18                 |
| États-Unis (Pop Airplay)       | 5                  |
| États-Unis (Alternative Songs) | 31                 |
| États-Unis (Adult Pop Songs)   | 15                 |